# اوبرلیگا (فوتبال)
اوبرلیگا (آلمانی: [ˈo:bɐˌli:ɡa]، معنی: لیگ دستهٔ بالاتر) سطح پنجم سیستم لیگ فوتبال آلمان است. قبل از معرفی لیگا ۳ در سال ۲۰۰۸، این دسته در ردهٔ چهارم لیگ‌های آلمان بود. در پایان فصل ۲۰۱۱–۲۰۱۲، تعداد اوبرلیگاها از یازده به چهارده افزایش یافت.

## اوبرلیگاهای پیش از بوندس‌لیگا
بر اساس معیارهای مشخص شده توسط انجمن فوتبال آلمان در اکتبر سال ۱۹۶۲، یک سیستم ارزیابی برای دوازده فصل تعیین شد که طی آن شانزده باشگاه از این پنج لیگ ایجاد شدند که برای اولین بار در بوندس‌لیگا، بالاترین سطح فوتبال کشور، شرکت می‌کردند و دیگر باشگاه‌ها به دستهٔ دوم یعنی رگیونالیگا می‌رفتند.

### قهرمانان اوبرلیگاهای پیش از بوندس‌لیگا
| سال  | اوبرلیگا نورد (شمال) | اوبرلیگا وست (غرب) | اوبرلیگا سادوست (جنوب غرب) | اوبرلیگا ساد (جنوب) | اوبرلیگا برلین (برلین) |
| ---- | -------------------- | ------------------ | -------------------------- | ------------------- | ---------------------- |
| ۱۹۴۶ | –                    | –                  | زاربروکن                   | اشتوتگارت           | ویلمرس‌دورف             |
| ۱۹۴۷ | –                    | –                  | کایزسلاترن                 | نورنبرگ             | شارلوتن‌برگ             |
| ۱۹۴۸ | هامبورگ              | بروسیا دورتموند    | کایزسلاترن                 | نورنبرگ             | یونیون برلین           |
| ۱۹۴۹ | هامبورگ              | بروسیا دورتموند    | کایزسلاترن                 | کیکرز اوفن‌باخ       | برلینر اس‌وی ۹۲         |
| ۱۹۵۰ | هامبورگ              | بروسیا دورتموند    | کایزسلاترن                 | گروتر فورث          | تنیس بروسیا برلین      |
| ۱۹۵۱ | هامبورگ              | شالکه ۰۴           | کایزسلاترن                 | نورنبرگ             | تنیس بروسیا برلین      |
| ۱۹۵۲ | هامبورگ              | روت‌وایس اسن        | زاربروکن                   | اشتوتگارت           | تنیس بروسیا برلین      |
| ۱۹۵۳ | هامبورگ              | بروسیا دورتموند    | کایزسلاترن                 | آینتراخت فرانکفورت  | یونیون برلین           |
| ۱۹۵۴ | هانوفر ۹۶            | کلن                | کایزسلاترن                 | اشتوتگارت           | برلینر اس‌وی ۹۲         |
| ۱۹۵۵ | هامبورگ              | روت‌وایس اسن        | کایزسلاترن                 | کیکرز اوفن‌باخ       | ویکتوریا برلین         |
| ۱۹۵۶ | هامبورگ              | بروسیا دورتموند    | کایزسلاترن                 | کارلسروهه           | ویکتوریا برلین         |
| ۱۹۵۷ | هامبورگ              | بروسیا دورتموند    | کایزسلاترن                 | نورنبرگ             | هرتابرلین              |
| ۱۹۵۸ | هامبورگ              | شالکه ۰۴           | پیرماسنس                   | کارلسروهه           | تنیس بروسیا برلین      |
| ۱۹۵۹ | هامبورگ              | وست‌فالیا هرنه      | پیرماسنس                   | آینتراخت فرانکفورت  | تاسمانیا برلین         |
| ۱۹۶۰ | هامبورگ              | کلن                | پیرماسنس                   | کارلسروهه           | تاسمانیا برلین         |
| ۱۹۶۱ | هامبورگ              | کلن                | زاربروکن                   | نورنبرگ             | هرتابرلین              |
| ۱۹۶۲ | هامبورگ              | کلن                | بروسیا نونکرشن             | نورنبرگ             | تاسمانیا برلین         |
| ۱۹۶۳ | هامبورگ              | کلن                | کایزسلاترن                 | مونیخ ۱۸۶۰          | هرتابرلین              |

### اوبرلیگا ۲
در فهرست زیر، اوبرلیگاهایی را مشاهده می‌کنید که از سال ۱۹۴۹ تا ۱۹۶۳ بعنوان لیگ دسته‌دوم در فوتبال آلمان فعال بودند. این اوبرلیگاها عبارت‌اند از:
- اوبرلیگا سادوست ۲
- اوبرلیگا وست ۲
- اوبرلیگا ساد ۲